# سعید شیرینی
سعید شیرینی (زاده ۳ اردیبهشت ۱۳۵۵) معاون اجرایی و سرپرست سابق باشگاه پرسپولیس تهران است.وی  یک مدیر اجرایی و ورزشی ایرانی است که در طول سال‌ها توانسته در عرصه‌های مختلف به موفقیت‌های چشمگیری دست یابد. ایشان به‌ویژه به عنوان یک مدیر شناخته‌شده در صنعت بهداشت و درمان، فوتبال، و سایر زمینه‌های مدیریتی نقش‌های مؤثری ایفا کرده است و در تاریخ ۲۷ تیر ۱۳۹۱ با حکم محمد رویانیان به این سمت منصوب شد.

## سوابق مدیریتی
سعید شیرینی در حوزه‌های مختلف به عنوان مدیرعامل و رئیس هیئت مدیره در چندین شرکت و مؤسسه بزرگ فعالیت داشته است. برخی از مهم‌ترین سوابق اجرایی ایشان عبارتند از:
- مدیرعامل شرکت بهداشتی درمانی نسیم قیطریه از تاریخ ۲۸ فروردین ۱۳۸۶ تا ۲۹ آذر ۱۳۹۶. این شرکت خدمات درمانی و بهداشتی متنوعی را به مردم ارائه می‌دهد.
- مدیرعامل شرکت بهداشتی درمانی پرتو روشن و بیمارستان تندیس از تاریخ ۳۰ آبان ۱۳۸۸ تا ۲۱ تیر ۱۳۹۰ ایشان در این مدت مسئولیت ارتقای کیفیت خدمات درمانی و بهداشتی در این مراکز را بر عهده داشتند.
- رئیس هیئت مدیره شرکت گروه پزشکی فرحزاد از تاریخ ۳۱ اردیبهشت ۱۳۹۵ تا کنون.
- مدیرعامل و رئیس هیئت مدیره شرکت پیشکسوتان کهن پرسپولیس از تاریخ ۱۱ تیر ۱۳۹۱ تا ۲۹ آذر ۱۳۹۸.
- موسس شرکت پیشکسوتان پرسپولیس: سعید شیرینی به عنوان موسس شرکت پیشکسوتان پرسپولیس، نقش مهمی در شکل‌گیری و توسعه این شرکت ایفا کرد. این شرکت با هدف ارتقاء و حمایت از پیشکسوتان باشگاه پرسپولیس تأسیس شد و در طول زمان توانست به یکی از نهادهای مهم در زمینه حمایت از افراد بزرگ تاریخ این باشگاه تبدیل شود.
- موسس تعاونی عمرانی پیشکسوتان کهن: سعید شیرینی همچنین موسس تعاونی عمرانی پیشکسوتان کهن است. این تعاونی برای اولین بار پیشکسوتان سرخ‌آبی را وارد عرصه تعاون کرد و امکان استفاده از ظرفیت‌های این عزیزان را فراهم نمود. با ایجاد این تعاونی، پیشکسوتان باشگاه‌های بزرگ استقلال و پرسپولیس توانستند در پروژه‌های عمرانی و اقتصادی مشارکت فعال داشته باشند و به این ترتیب نه تنها از ظرفیت‌های ورزشی آن‌ها بهره‌برداری شد، بلکه از توانمندی‌های اقتصادی و مدیریتی این افراد نیز بهره‌مند گردید.
- ساخت، تجهیز و بهره‌برداری از مجموعه‌های پزشکی که هم‌اکنون بیش از ۸۰۰ پزشک در آن‌ها فعال هستند.
- رشد اقتصادی شرکت‌ها: با رهبری در شرکت‌های مختلف به ویژه در صنعت بهداشت و درمان، ایشان توانسته‌اند این شرکت‌ها را در مسیر رشد و شکوفایی قرار دهند.

## فعالیت‌های ورزشی و مدیریتی
سعید شیرینی علاوه بر سوابق اجرایی، در عرصه ورزش نیز به‌ویژه در دنیای فوتبال شناخته شده است. او در باشگاه پرسپولیس حضور پررنگی داشته و در نقش‌های مختلف مدیریتی در این باشگاه فعالیت کرده است:
- معاون اجرایی باشگاه پرسپولیس و سرپرست تیم فوتبال پرسپولیس در فصول مختلف از سال ۱۳۹۰ تا ۱۳۹۳.
- همکاری نزدیک با مسئولان این باشگاه و کمک به موفقیت‌های داخلی و بین‌المللی آن.

- توسعه و ارتقاء خدمات درمانی: ایشان با مدیریت موفقیت‌آمیز بیمارستان‌ها و مراکز درمانی، موفق به ارتقاء کیفیت خدمات بهداشتی و درمانی در کشور شدند.
- رشد اقتصادی شرکت‌ها: با رهبری در شرکت‌های مختلف به ویژه در صنعت بهداشت و درمان، ایشان توانسته‌اند این شرکت‌ها را در مسیر رشد و شکوفایی قرار دهند.
- تقویت جایگاه باشگاه پرسپولیس: در دوران مسئولیت ایشان در باشگاه پرسپولیس، این باشگاه به موفقیت‌های ورزشی بسیاری دست یافته و در لیگ‌های داخلی و بین‌المللی جایگاه بهتری پیدا کرده است.
- مدیریت و توسعه پروژه‌های ورزشی: نقش آقای شیرینی در مدیریت تیم‌های ورزشی و پروژه‌های مختلف ورزشی، موجب ارتقاء استانداردهای اجرایی در این حوزه‌ها شده است.

## دستاورد ها
سعید شیرینی در تمام دوره‌های مدیریتی خود، توانسته تحولات مثبت زیادی در حوزه‌های مختلف ایجاد کند. از جمله دستاوردهای مهم ایشان می‌توان به موارد زیر اشاره کرد:
1. توسعه و ارتقاء خدمات درمانی: ایشان با مدیریت موفقیت‌آمیز بیمارستان‌ها و مراکز درمانی، موفق به ارتقاء کیفیت خدمات بهداشتی و درمانی در کشور شدند.
2. رشد اقتصادی شرکت‌ها: با رهبری در شرکت‌های مختلف به ویژه در صنعت بهداشت و درمان، ایشان توانسته‌اند این شرکت‌ها را در مسیر رشد و شکوفایی قرار دهند.
3. تقویت جایگاه باشگاه پرسپولیس: در دوران مسئولیت ایشان در باشگاه پرسپولیس، این باشگاه به موفقیت‌های ورزشی بسیاری دست یافته و در لیگ‌های داخلی و بین‌المللی جایگاه بهتری پیدا کرده است.
4. مدیریت و توسعه پروژه‌های ورزشی: نقش آقای شیرینی در مدیریت تیم‌های ورزشی و پروژه‌های مختلف ورزشی، موجب ارتقاء استانداردهای اجرایی در این حوزه‌ها شده است.
5. نایب قهرمانی در لیگ برتر فوتبال ایران در فصل ۱۳۹۲ و ۱۳۹۳.
6. قهرمانی در جام ولایت سال ۱۳۹۰.

## سایت‌های رسمی
- topkohan.ir
- pkperspolis.ir